# Маунт Рашмор
Национални споменик Маунт Рашмор (енгл. Mount Rushmore National Memorial) је споменик који се налази у америчкој савезној држави Јужна Дакота. Симболично представља првих 150 година историје САД. Споменик је исклесан у стени и на њему су главе бивших америчких председника: Џорџа Вашингтона (1732—1799), Томаса Џеферсона (1743—1826), Теодора Рузвелта (1858—1919) и Абрахама Линколна (1809—1865).